# Lovaglás az 1936. évi nyári olimpiai játékokon
Az 1936. évi nyári olimpiai játékokon a lovaglásban hat versenyszámot rendeztek.

## Éremtáblázat
(A rendező ország csapata és a magyar érmesek eltérő háttérszínnel, az egyes számoszlopok legmagasabb értéke, vagy értékei vastagítással kiemelve.)
| Az 1936. évi nyári olimpiai játékok éremtáblázata lovaglásban | Az 1936. évi nyári olimpiai játékok éremtáblázata lovaglásban | Az 1936. évi nyári olimpiai játékok éremtáblázata lovaglásban | Az 1936. évi nyári olimpiai játékok éremtáblázata lovaglásban | Az 1936. évi nyári olimpiai játékok éremtáblázata lovaglásban | Olimpia  |
| ------------------------------------------------------------- | ------------------------------------------------------------- | ------------------------------------------------------------- | ------------------------------------------------------------- | ------------------------------------------------------------- | -------- |
|                                                               | Ország                                                        | Arany                                                         | Ezüst                                                         | Bronz                                                         | Összesen |
| 1.                                                            | Németország (GER)                                             | 6                                                             | 1                                                             | 0                                                             | 7        |
|                                                               |                                                               |                                                               |                                                               |                                                               |          |
| 2.                                                            | Egyesült Államok (USA)                                        | 0                                                             | 1                                                             | 0                                                             | 1        |
| 2.                                                            | Franciaország (FRA)                                           | 0                                                             | 1                                                             | 0                                                             | 1        |
| 2.                                                            | Hollandia (NED)                                               | 0                                                             | 1                                                             | 0                                                             | 1        |
| 2.                                                            | Lengyelország (POL)                                           | 0                                                             | 1                                                             | 0                                                             | 1        |
| 2.                                                            | Románia (ROU)                                                 | 0                                                             | 1                                                             | 0                                                             | 1        |
|                                                               |                                                               |                                                               |                                                               |                                                               |          |
| 7.                                                            | Ausztria (AUT)                                                | 0                                                             | 0                                                             | 1                                                             | 1        |
| 7.                                                            | Dánia (DEN)                                                   | 0                                                             | 0                                                             | 1                                                             | 1        |
| 7.                                                            | Magyarország (HUN)                                            | 0                                                             | 0                                                             | 1                                                             | 1        |
| 7.                                                            | Nagy-Britannia (GBR)                                          | 0                                                             | 0                                                             | 1                                                             | 1        |
| 7.                                                            | Portugália (POR)                                              | 0                                                             | 0                                                             | 1                                                             | 1        |
| 7.                                                            | Svédország (SWE)                                              | 0                                                             | 0                                                             | 1                                                             | 1        |
|                                                               |                                                               |                                                               |                                                               |                                                               |          |
| Összesen                                                      | Összesen                                                      | 6                                                             | 6                                                             | 6                                                             | 18       |

## Vitás kérdések
Az 1936. évi olimpián vitatott eredmények születtek. Németország nyerte mind a 6 aranyérmet, és ez az egyetlen alkalom az olimpiák történetében, hogy egy ország nyerje az összes aranyat. 18 ország fellebbezett a játékokon. Egy incidens történt a lovastusa terepversenyén, a 4. akadálynál, egy 90 cm-es korlát utáni medencébe ugrásnál, ahol rendkívül sok bukás fordult elő. A talajfogás sokkal mélyebben volt, mint ahogy azt várni lehetett volna, és az altalaj sem tartott jól. Ennek ellenére a német csapat minden tagja problémamentesen vette az akadályt, ami azt sugallta, hogy ők ismerhették az akadály valódi állapotát.